# 查尔斯·勒克
查尔斯·詹姆斯·勒克（英語：Charles James Luck，1886年11月19日—1981年2月1日），生于伦敦，英国男子竞技体操运动员。他曾获得1912年夏季奥运会体操比赛男子团体全能铜牌。他于1981年在黑弗靈區去世。